# Grenier de réserve
Le grenier de réserve, dit aussi grenier d'abondance, est un entrepôt construit et utilisé à Paris au XIXe siècle pour l'approvisionnement des boulangers en céréales. D'abord sous contrôle de l'Etat, il est acheté par la ville de Paris. Il est incendié pendant la Commune de Paris.

## Situation
Composé de cinq bâtiments, le grenier d'abondance occupait un quadrilatère compris entre le boulevard Bourdon, les rues Bassompierre, de l'Arsenal, Crillon et le boulevard Morland. 

## Historique

### Une réserve d'État

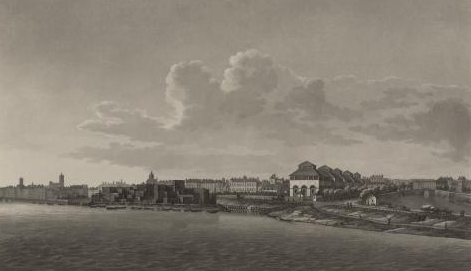
Grenier d'abondance vers 1820

L'approvisionnement en blé de la France étant aléatoire du fait de l'irrégularité de la météo, une commission du Conseil d'État suggère de construire des greniers de réserve à travers le pays. Napoléon choisit de construire le premier dans Paris. 
Bâti à partir de 1807 par l'architecte François-Jacques Delannoy, le grenier de réserve est situé dans l'actuel 4e arrondissement de Paris, le long du boulevard Bourdon, dans le quartier de l'Arsenal, sur l'emplacement du Petit-Arsenal.
L'imposant bâtiment de pierre de taille est long de près de 350 mètres, large de 25 m et haut de 23 m. Sa superficie est calculée à partir de la consommation en pain des Parisiens. Le plan initial prévoit six étages mais, du fait de l'instabilité du sol et de la chute de l'Empire, il n'y a en fait que trois niveaux : le sous-sol, le rez-de-chaussée et un étage sous combles. La construction est terminée sous la Restauration.
Les livraisons de grain se font par des bateaux qui arrivent par le bassin de l'Arsenal. Le quai étant situé en dessous du niveau du boulevard Bourdon, les marchandises passent par un souterrain situé sous le boulevard, puis sont élevées de quatre mètres afin d'être entreposées au rez-de-chaussée du bâtiment.

### De l'hôpital au dépôt municipal
Lors de l'épidémie de choléra de 1832, il sert temporairement d'hôpital.
La situation, l'orientation et la forme en longueur du bâtiment en rendent l'usage malcommode. Aussi, en 1836, est entreprise la construction d'un vaste magasin public sur le bassin de la Villette. 
La ville de Paris achète le grenier à l'État en 1842 pour en faire un dépôt public de vivres. Les boulangers sont tenus d'y avoir une réserve de farine et de blé suffisante pour alimenter leur clientèle pendant trois mois. L'huile et le vin sont entreposés dans le sous-sol. Afin de faciliter l'accès au grenier côté ville, la rue de Brissac est ouverte en 1843.

### La destruction
Le 25 mai 1871, pendant la reconquête de Paris par les Versaillais lors de la semaine sanglante, les communards mettent le feu au grenier de réserve,.  
Une fois incendié, ce bâtiment utilitaire sans charge symbolique se révèle être un paysage dont les alignements d'arcades et de colonnes évoquent les vestiges antiques et comme tels acquièrent une valeur esthétique. 

L'incendie du grenier d'abondance
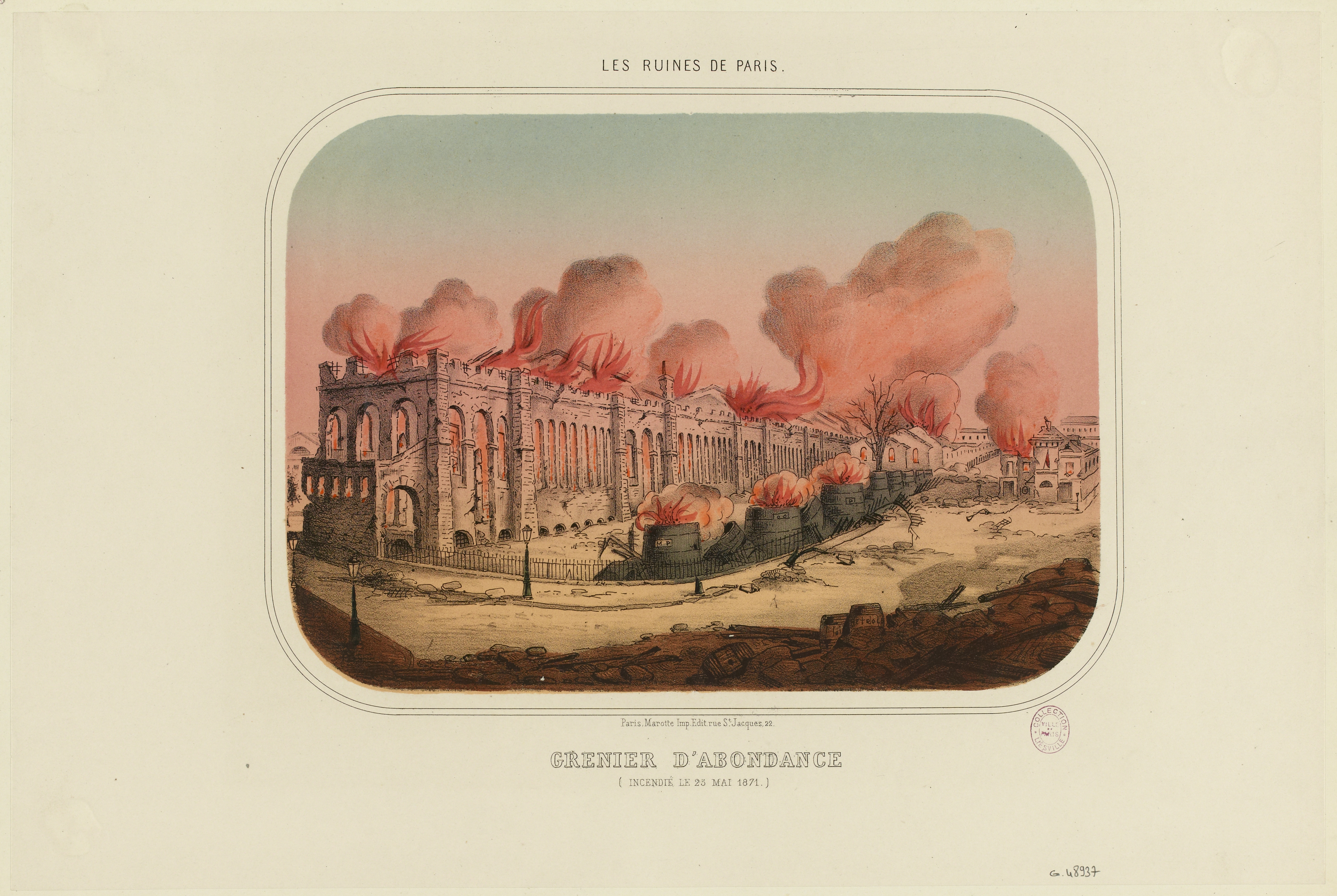
Incendie du grenier d'abondance. Estampe publiée en 1871.
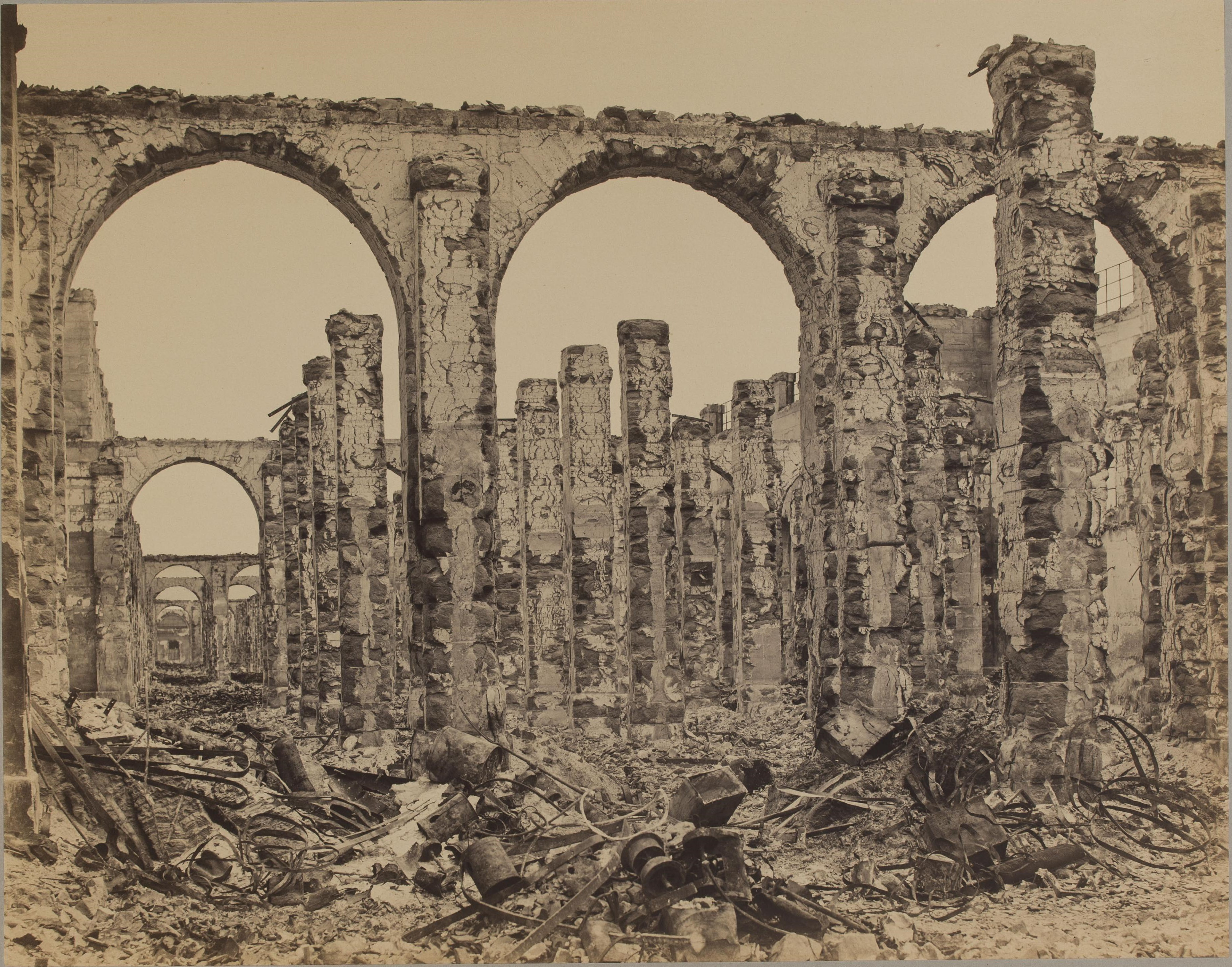
Intérieur du grenier d'abondance incendié. Photographie de Jean Andrieu. Musées de Paris.
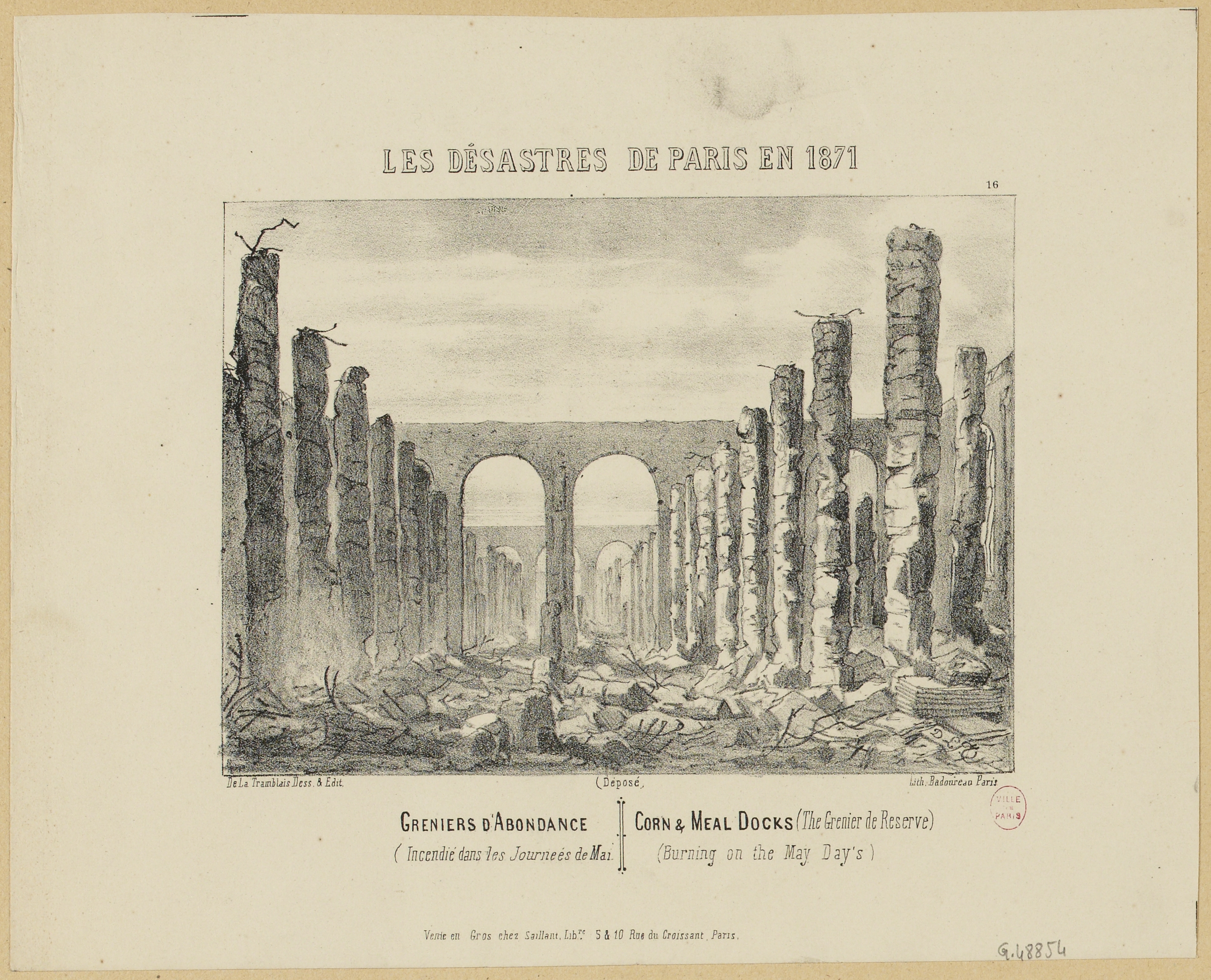
Intérieur du grenier d'abondance incendié. Estampe de Louis de La Tremblais.Musée Carnavalet.

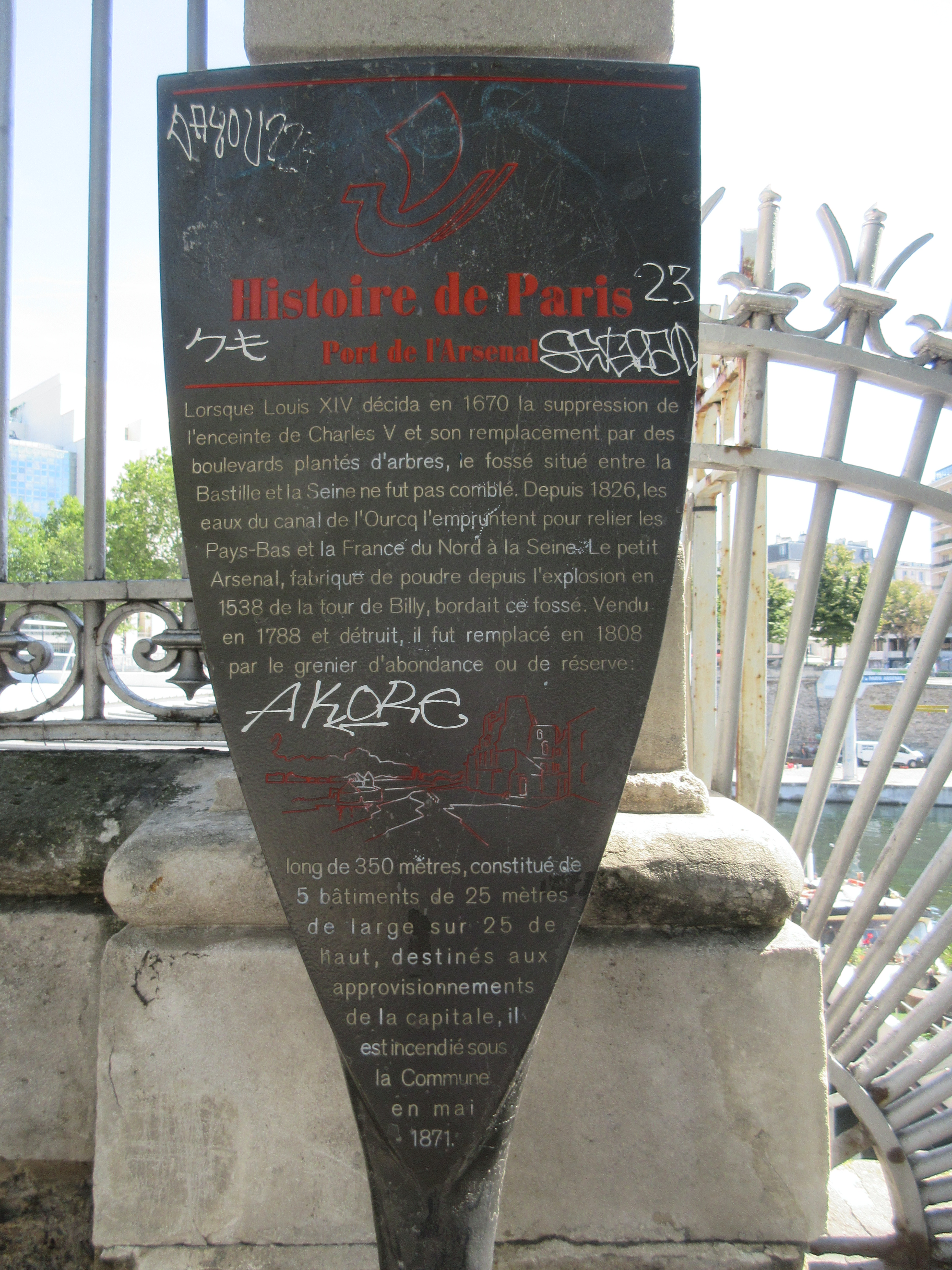
Panneau Histoire de Paris
« Port de l'Arsenal »

À la suite de la destruction du bâtiment, la rue Mornay est prolongée jusqu'au boulevard Bourdon. La RATP occupe aujourd'hui la partie de l'emplacement du grenier qui se trouve au nord de la rue Mornay. La partie sud est lotie et des immeubles d'habitation y sont construits à la fin du XIXe siècle et au début du XXe siècle. 

## La mémoire du lieu
La plaque commémorative de la pose de la première pierre du grenier de réserve par le ministre de l'Intérieur, Emmanuel Cretet, le 26 décembre 1807, est conservée au musée Carnavalet (AI 72).